# Baima
Baima (chiń. 班玛县; pinyin: Bānmǎ Xiàn; tyb.: པད་མ་རྫོང་, Wylie: pad ma rdzong, ZWPY: Baima Zong) – powiat w środkowych Chinach, w prowincji Qinghai, w prefekturze autonomicznej Golog. W 1999 roku liczył 20 048 mieszkańców.